# Кузо Погончев (ВМОК)
Кузо Погончев е български революционер, деец на Върховния македонски комитет.

## Биография
Кузо Погончев е роден в голямото българско костурското село Загоричани, днес Василиада, Гърция през 1873 година. Отива в София и става член ВМОК. Става четник на Атанас Янков и участва в похода към Костурско. На 7 септември 1902 година участва в неуспешения опит за вдигане на въстание в Загоричани и сражението с турците в местността Корулица. След заминаването на Янков за Гърция в Костурско остава заедно с Петър Гайков и Фани Попов. На 7 ноември влизат в Бобища, за да се снабдят с пари и да заминат през Гърция за България. Предадени са от кмета Константин Чулев и зет му Васил Гелев Бутлов и на сутринта на 8 ноември 400 войници от Загоричани обсаждат Бобища. В сражението е убит кметът предател и протогерът на селото Илко Христов Вергов, запалил обсадената къща. Четниците правят опит за пробив като Фани Попов успява да се спаси, Кузо Погончев е убит на нивите, а войводата Гайков загива край реката след като свършва патроните и счупва пушката си. Телата на Погончев и Гайков са разнасяни из Костур.